# Allan Rodenkam Simonsen
|  | Aquest article tracta sobre el futbolista danès. Si cerqueu el pilot danès, vegeu «Allan Simonsen (pilot)». |

Allan Rodenkam Simonsen (Vejle, 15 de desembre de 1952) és un antic futbolista i entrenador de futbol danès. Va destacar principalment com a davanter al club alemany de la 1.Bundesliga Borussia Mönchengladbach, amb el qual va guanyar la Copa de la UEFA dels anys 1975 i 1979, com a així com per al FC Barcelona, on va guanyar la Recopa de 1982. Simonsen és l'únic futbolista que ha marcat a les finals de la Copa d'Europa, la Copa de la UEFA i la Recopa. Simonsen va ser nomenat Futbolista europeu de l'any el 1977.
Per la Selecció de Dinamarca, Simonsen va ser convocat 55 vegades, i hi va marcar 20 gols. Va representar Dinamarca als Jocs Olímpics d'estiu de 1972, Campionat d'Europa de 1984 i Mundial 1986. Va ser inclòs al Saló de la Fama de la selecció danesa el novembre de 2008.

## Trajectòria

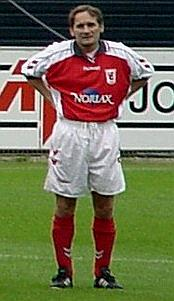
Allan Simonsen al Vejle BK el 2000.

Després de bones actuacions amb el club de la seva ciutat, el Vejle Boldklub (VB) (282 partits / 104 gols en dues etapes al club), Simonsen es traslladà a Alemanya al Borussia Mönchengladbach on va viure els millors anys d'aquest equip. Simonen l'ajudà a guanyar diverses lligues i dues Copes de la UEFA. L'any 1977 fou escollit Pilota d'Or. Aquestes bones actuacions el portaren a fitxar pel FC Barcelona el 1979. Al Barça hi guanyà una copa del Rei i una Recopa d'Europa. Va ser titular a la final de la Recopa de 1982, que el Barça va guanyar a l'Standard de Lieja per 2-1 al Camp Nou (on marcà un dels gols de la victòria).
Al club fou molt estimat rebent el sobrenom de "Simonet", però el 1982 va haver d'abandonar el club per l'arribada aquell any de Diego Maradona (no es permetien més de dos jugadors forans per equip).
Amb la selecció participà en els Jocs Olímpics d'Estiu de 1972, l'Eurocopa 1984 i la Copa del Món de 1986. En total disputà 55 partits i marcà 20 gols. Es retirà el 1989 a l'edat de 37 anys. Un cop retirat inicià l'etapa d'entrenador, dirigint el seu club local, el Vejle BK, i les seleccions de Feroe i Luxemburg.

## Palmarès
- Lliga danesa de futbol: 1971, 1972,1984 amb el Vejle BK
- Copa danesa de futbol: 1972 amb el Vejle BK
- Lliga alemanya de futbol: 1975, 1976, 1977 amb el Borussia M'gladbach
- Copa de la Lliga alemanya de futbol: 1976 amb el Borussia M'gladbach
- Copa de la UEFA: 1975, 1979 amb el Borussia M'gladbach
- Copa espanyola de futbol: 1981 amb el FC Barcelona
- Recopa d'Europa de futbol: 1982 amb el FC Barcelona